# Piper pubistipulum
Piper pubistipulum är en pepparväxtart som beskrevs av C. Dc.. Piper pubistipulum ingår i släktet Piper och familjen pepparväxter. Inga underarter finns listade i Catalogue of Life.